# Spilosoma quadrimacula
Spilosoma quadrimacula là một loài bướm đêm thuộc phân họ Arctiinae, họ Erebidae.